# Little Wars

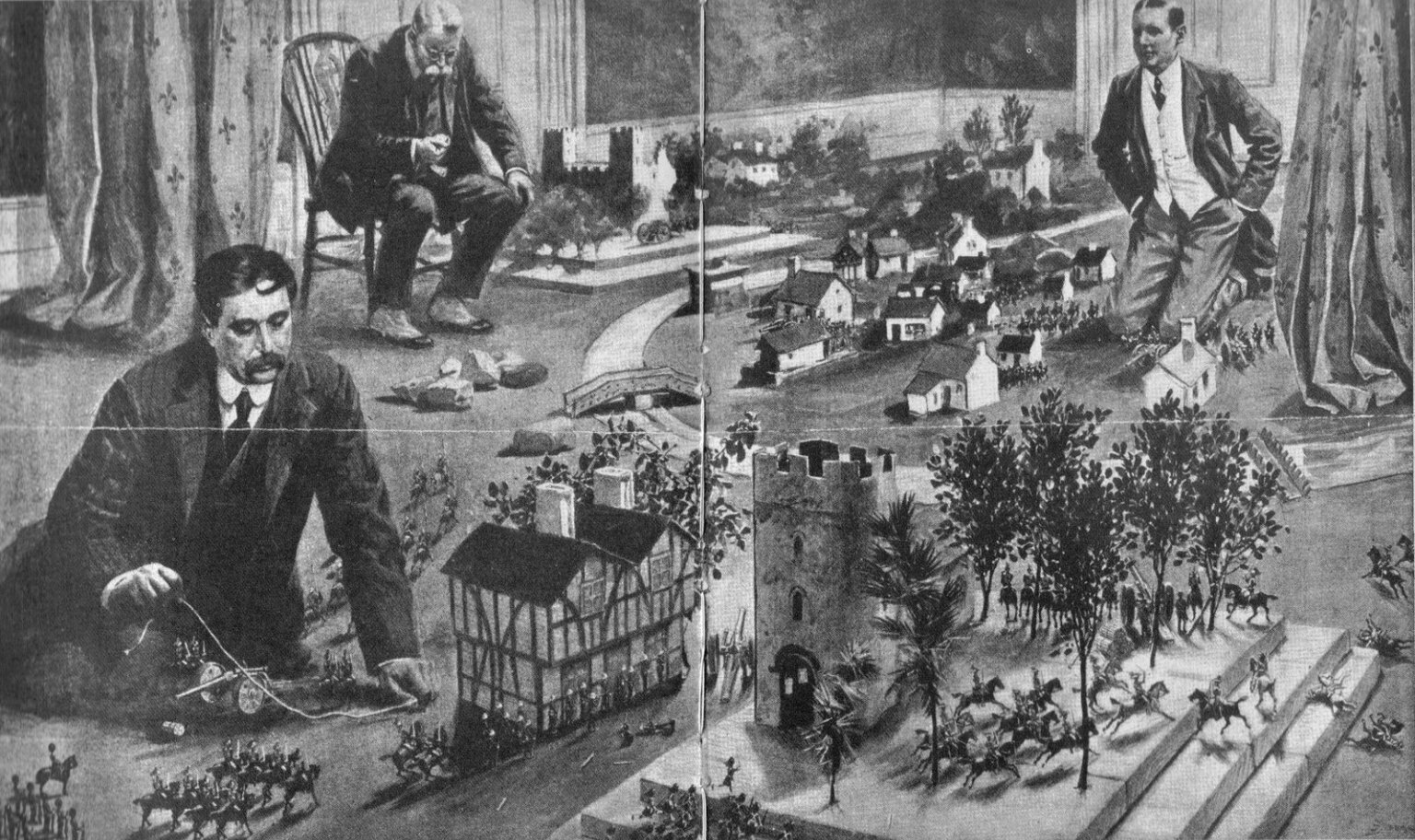
H. G. Wells jugando a Little Wars.

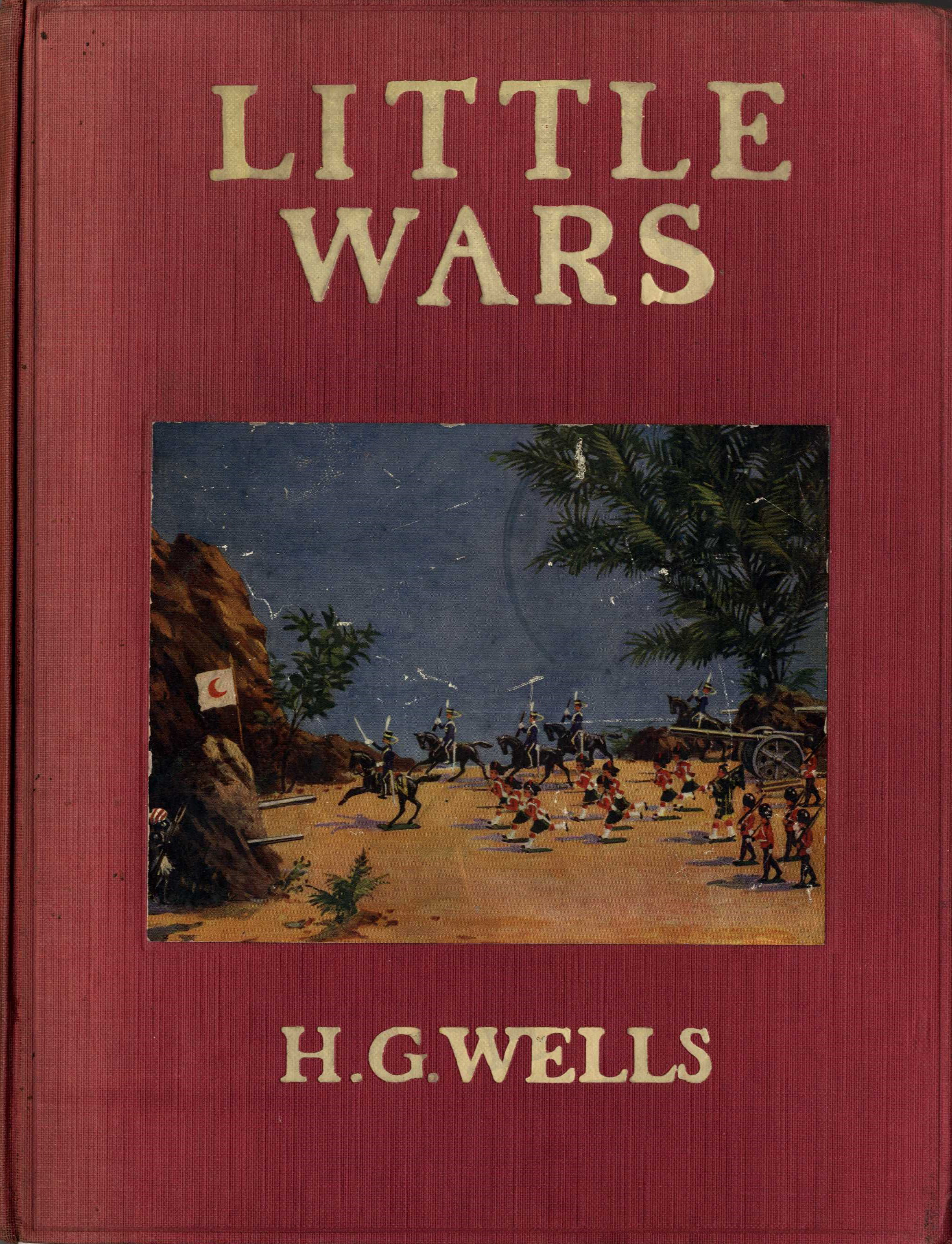

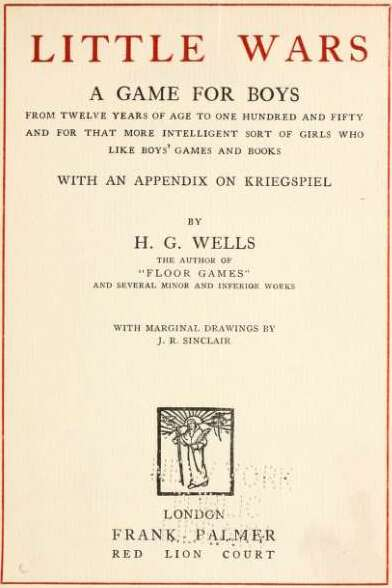

Little Wars (pequeñas guerras) es uno de los primeros reglamentos conocidos para juegos de miniaturas. Fue desarrollado en 1913 por el escritor británico H. G. Wells. Su título completo es «Little Wars: a game for boys from twelve years of age to one hundred and fifty and for that more intelligent sort of girl who likes boys' games and books», cuya traducción sería «Pequeñas guerras: un juego para niños de entre doce y ciento cincuenta años y para aquellas muchachas especialmente inteligentes a las que les gustan los libros y los juegos de chicos».

## Origen
Tal y como explica el propio Wells, la idea del juego surgió en una visita de su amigo Jerome K. Jerome. Después de la cena, Jerome comenzó a disparar contra un grupo de figuras de soldados con un pequeño cañón de juguete. Ambos decidieron que, con la adición de unas cuantas reglas, podría desarrollarse un juego de guerra más ligero aunque semejante al ya conocido Kriegsspiel, un juego alemán de 1812 que se utilizaba para el entrenamiento de los oficiales en el ejército prusiano.

## Contenido
El juego se desarrollaba por turnos de tiempo limitado para cada jugador y empleaba figuras de plomo de la empresa W. Britain y campos de batalla creados a partir de cualquier cosa que se tuviera a mano. Incluía reglas sencillas para el movimiento, disparo y combate cuerpo a cuerpo de infantería, caballería y artillería, esta última representada por un cañón naval de juguete que lanzaba proyectiles de 4,7 pulgadas para derribar los soldados enemigos. Un apéndice incorporaba reglas más complejas para el juego a mayor escala, incluyendo aspectos logísticos, cargas de caballería, ingeniería militar y transporte ferroviario de tropas.
Las reglas están escritas con estilo jocoso y se ilustran con dibujos y fotografías de una partida jugada por el propio Wells, quien da también el punto de vista de uno de los supuestos generales participantes a través de la pomposa recreación de sus memorias.

## Ediciones
Little Wars se publicó por primera vez en 1913 por Frank Palmer. Fue objeto de numerosas reimpresiones y hoy en día está disponible a través del Proyecto Gutenberg, junto con el reglamento de un juego anterior del propio Wells llamado Floor Games (Juegos para jugar en el suelo) (1911). Existe una edición de 2004 publicada por Skirmisher Publishing LLC con presentación a cargo de Gary Gygax y una introducción del diseñador de juegos Michael J. Varhola.